# Escalera de la rúa João Manoel
La Escalera de la rúa General João Manoel es un antiguo pasaje de acceso al centro histórico de la ciudad de Porto Alegre, Brasil. Es una de las vías declaradas como patrimonio histórico por el municipio.
La ladera del Morro da Formiga, hoy cubierta de edificios, fue un obstáculo para que el ayuntamiento urbanizase la manzana que se extiende entre las rúas Coronel Fernando Machado y Rua Duque de Caxias desde finales del siglo XIX. En 1928 se inició la construcción del mirador y su escalera, en mampostería de ladrillo y piedra, en la rúa Coronel Fernando Machado. El proyecto fue firmado por el arquitecto Cristiano de La Paix Gilbert y ejecutado por la empresa constructora de Theodor Wiederspahn. Alrededor de un tercio del coste de la obra fue sufragado por la familia Chaves Barcelos, propietaria de los inmuebles de la manzana, y el resto por las arcas públicas.
Estructuralmente, la escalera sigue siendo la misma que cuando se terminó, con peldaños y descansillos simétricos. Vista desde la rúa Duque de Caxias se desarrolla en tres tramos centralizados flanqueados por muros, pilares y parterres. A partir del tercer tramo, la escalinata se divide, con un umbral de hierro labrado, y vuelve a juntarse para otro tramo que conduce al mirador, cuyo muro tiene un balcón de apoyo.
Como muchos de los monumentos y edificios históricos de la ciudad, la Escalera de la Calle João Manoel sufre actos de vandalismo y abandono por parte de autoridades públicas.